# 2010年のアメリカグランプリ (ロードレース)
2010年のアメリカグランプリは、ロードレース世界選手権の2010年シーズン第9戦として、7月23日から25日までアメリカ合衆国カリフォルニア州のラグナ・セカで開催された。

## 概要
例年どおり最高峰MotoGPクラスのみの開催となった。今回LCRホンダチームでは、前戦ドイツGPで脛骨等を骨折して療養中のランディ・ド・プニエの代役をロジャー・リー・ヘイデンが務めた。これはロジャーにとって2007年のアメリカGP以来のMotoGP出場となった。
土曜日の予選セッションでは、今回アメリカでのチンクェチェントの発売を記念したスペシャルペイントのマシンで臨むフィアット・ヤマハチームのホルヘ・ロレンソが5戦連続となるポールポジションを獲得した。2番グリッドにはケーシー・ストーナー、3番グリッドには自身クラス初のフロントロウ獲得となるアンドレア・ドヴィツィオーゾが入った。
日曜日の決勝レースは、4番グリッドからスタートしたダニ・ペドロサがトップに立ちレースをリードしていたが、12周目に転倒を喫してしまう。その後はロレンソが独走態勢を築き、シーズン6勝目を挙げた。2位にはストーナー、3位にはドヴィツィオーゾとのバトルを制したバレンティーノ・ロッシが入り、欠場明け2戦目にして表彰台に立った。
ポイントランキングでは、トップのロレンソが今回ノーポイントの2番手ペドロサに対し72ポイントの大差を築いた。

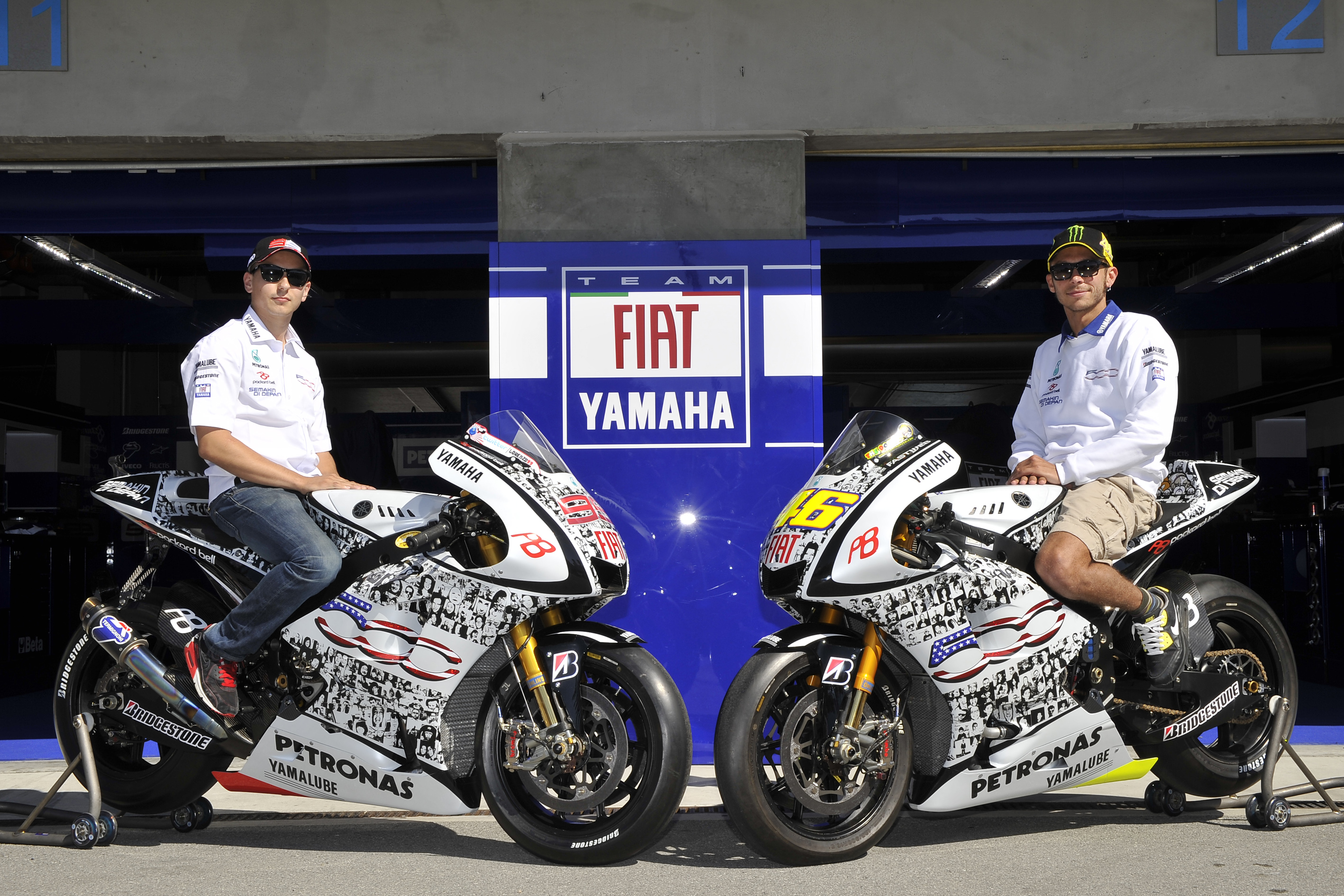
フィアット・ヤマハチームのスペシャルペイント。ロッシ車・ロレンソ車それぞれにネットで募集した500人のファンの顔写真が貼られている。

## MotoGPクラス決勝結果
| 順位 | No | ライダー                     | マニュファクチャラー | 周回 | タイム/リタイヤ | グリッド | ポイント |
| ---- | -- | ---------------------------- | -------------------- | ---- | --------------- | -------- | -------- |
| 1    | 99 | ホルヘ・ロレンソ             | ヤマハ               | 32   | 43:54.873       | 1        | 25       |
| 2    | 27 | ケーシー・ストーナー         | ドゥカティ           | 32   | +3.517          | 2        | 20       |
| 3    | 46 | バレンティーノ・ロッシ       | ヤマハ               | 32   | +13.420         | 6        | 16       |
| 4    | 4  | アンドレア・ドヴィツィオーゾ | ホンダ               | 32   | +14.188         | 3        | 13       |
| 5    | 69 | ニッキー・ヘイデン           | ドゥカティ           | 32   | +14.601         | 7        | 11       |
| 6    | 11 | ベン・スピーズ               | ヤマハ               | 32   | +19.037         | 5        | 10       |
| 7    | 5  | コーリン・エドワーズ         | ヤマハ               | 32   | +40.721         | 8        | 9        |
| 8    | 33 | マルコ・メランドリ           | ホンダ               | 32   | +47.219         | 11       | 8        |
| 9    | 36 | ミカ・カリオ                 | ドゥカティ           | 32   | +52.813         | 15       | 7        |
| 10   | 65 | ロリス・カピロッシ           | スズキ               | 32   | +52.814         | 12       | 6        |
| 11   | 95 | ロジャー・リー・ヘイデン     | ホンダ               | 32   | +1:14.089       | 17       | 5        |
| 12   | 15 | アレックス・デ・アンジェリス | ホンダ               | 32   | +1:14.666       | 16       | 4        |
| Ret  | 41 | アレックス・エスパルガロ     | ドゥカティ           | 28   | アクシデント    | 13       |          |
| Ret  | 58 | マルコ・シモンチェリ         | ホンダ               | 18   | アクシデント    | 9        |          |
| Ret  | 26 | ダニ・ペドロサ               | ホンダ               | 11   | アクシデント    | 4        |          |
| Ret  | 40 | エクトル・バルベラ           | ドゥカティ           | 3    | 棄権            | 10       |          |
| Ret  | 19 | アルバロ・バウティスタ       | スズキ               | 2    | アクシデント    | 14       |          |